# Aphytis breviclavatus
Aphytis breviclavatus är en stekelart som beskrevs av Huang 1994. Aphytis breviclavatus ingår i släktet Aphytis och familjen växtlussteklar. Inga underarter finns listade i Catalogue of Life.